# Brontornis
Brontornis is een geslacht van uitgestorven schrikvogels (Phorusrhacidae), een familie van looproofvogels die tijdens een groot deel van het cenozoïcum de dominante roofdieren in Zuid-Amerika waren. Met een gewicht van 400 kilogram en een geschatte hoogte (met opgerichte kop) van 2,8 meter was Brontornis tevens het zwaarst bekende lid van deze familie en het grootste tot de ontdekking van Kelenken. Brontornis leefde van het late Oligoceen tot Midden-Mioceen in het huidige Argentinië. De typesoort en tot nu toe enig bekende soort is Brontornis burmeisteri.

## Ontdekking en naamgeving
De naam Brontornis werd voor het eerst gepubliceerd door Francisco Pascasio Moreno en Alcides Mercerat in 1891. Ze gaven de typesoort de soortaanduiding burmeisteri ter ere van 84ste verjaardag van de paleontoloog Dr. H. Burmeister, de directeur van het nationale museum van Buenos Aires. In 1967 bepaalde Pierce Brodkorb MLP-88-91, bestaande uit het linkerdijbeen, tibiotarsus, kuitbeen en tarsometatarsus van een enkel individu, als lectotype voor het geslacht.

### Brontornis platyonyx
In 1894 benoemde Florentino Ameghino een tweede soort: B. platyonyx. Brodkorb vermoedde in 1967 echter dat de soort een synoniem is voor Brontornis burmeisteri. In 2003 bevestigden Alvarenga en Höfling dit in hun systematische revisie door op te merken dat het grootste verschil van de soort met de typesoort van Brontornis de grootte is. Dit kan echter ook simpelweg een teken voor seksuele dimorfie zijn. Brontornis platyonyx wordt daarom niet meer beschouwd als een geldige soort.

## Beschrijving

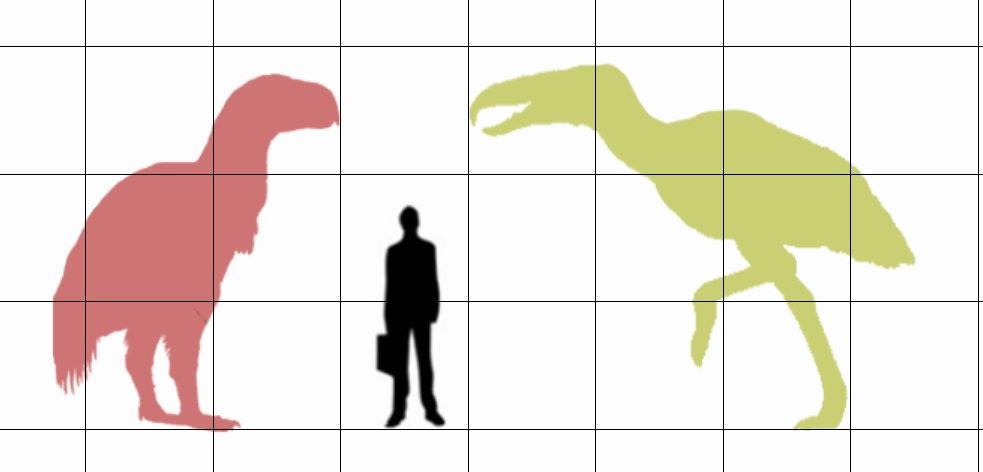
vergelijking tussen de hoogtes van Brontornis en Kelenken

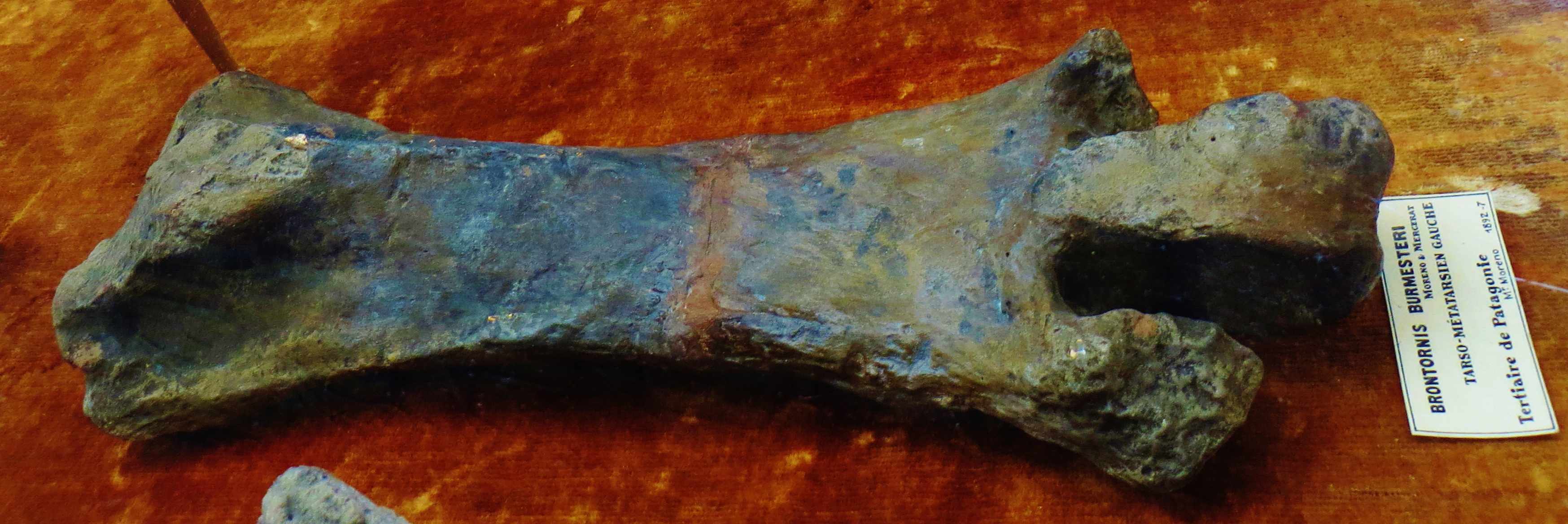
een tarsometatarsus van Brontornis

Tot aan de vondst van Kelenken was Brontornis de grootst bekende vogel ooit, met een geschatte rughoogte van 175 cm en een kop die, wanneer maximaal omhoog geheven, een hoogte van 2,8 m kon bereiken. Het gewicht van Brontornis wordt tussen de 350 en de 400 kg geschat. Deze schatting wordt echter onprecies gemaakt door de beperktheid van het gevonden materiaal.
De onderkaak van Brontornis heeft een kortere, bredere en hogere symphysis mandibulae dan die van Physornis en Paraphysornis. De binnenste condylus van de tibiotarsus is aan de binnenkant omgeleid. De cotylae van de tarsometatarsus zijn afgerond en aan de binnenkant vormt de hypotarsus een duidelijke kam met een licht geprononceerde rand aan de buitenkant. In verhouding tot de articulaire cotylae ligt de hypotarsus ook verder van het lichaam weg dan bij Physornis en Paraphysornis.
Zoals hierboven al vermeld is, vertoonde Brontornis mogelijk seksuele dimorfie. De specimens die eerder als de kleinere soort Brontornis platyonyx waren beschreven, betreffen dus vermoedelijk vrouwelijke exemplaren.

### Gevonden materiaal
Hoewel naast het lectotype nog negen andere exemplaren van Brontornis gevonden zijn, is het beschikbare materiaal erg pover. Veel vondsten bestaan uit slechts enkele botten of botfragmenten. Zo bestaat FM-P15309 uit niet meer dan het distale (verder van het lichaam weg gelegene) deel van het linkerdijbeen en BMNH-A549 uit tien teenkootjes, hoofdzakelijk afkomstig van de linkervoet. Ook bestaan de meeste vondsten uit stukken van de benen. Drie vondsten bevatten stukken van de schedel, meer bepaald van de onderkaak.

### Voeding

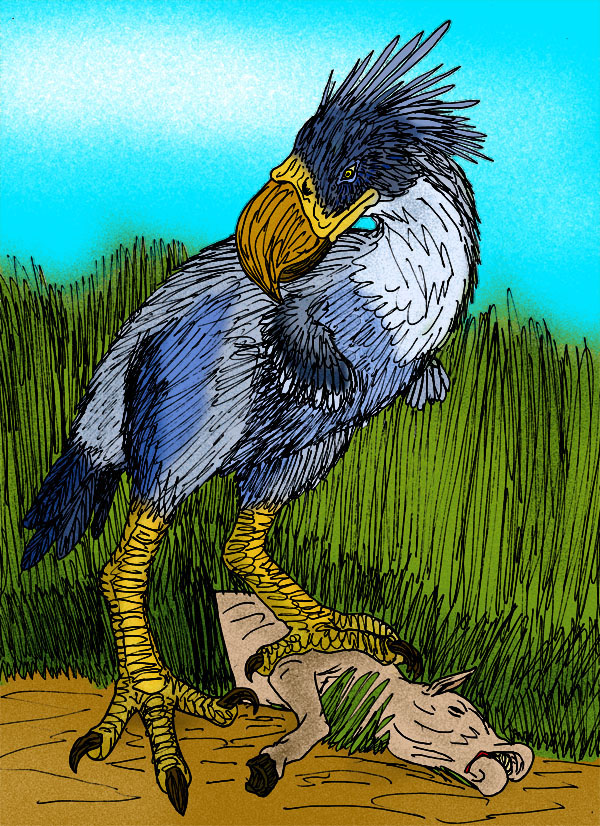

Gezien de grootte van zijn schedel was Brontornis waarschijnlijk een carnivoor. Zelfs erg grote herbivore vogels, zoals de struisvogel, hebben namelijk relatief kleine hoofden. Ze moeten namelijk, met uitzondering van vogels die harde noten kraken, geen grote krachten uitoefenen met hun kaken.
Het is echter onzeker of het een aaseter was of actief op prooien joeg. Voor alle leden van de onderfamilie Brontornithinae is namelijk, op basis van hun trage loopsnelheid, voorgesteld dat ze enkel dode of stervende dieren aten.
De onderkaak is zo stevig gebouwd dat Brontornis een immense bijtkracht moet hebben gehad. Indien het dier inderdaad actief joeg kon het zo in combinatie met de sterk omhooggekromde onderkaak al met de eerste klap een aanzienlijke wonde hebben kunnen aanbrengen. Ook moest Brontornis, in tegenstelling tot de tegelijkertijd levende Thylacosmilidae, die voorzichtig moesten zijn omwille van hun breekbare sabeltanden, niet vermijden in botten te bijten. Het is zelfs mogelijk dat hij botten openbrak en at.
Omwille van zijn korte tarsometatarsus was Brontornis echter een eerder traag dier. Hij joeg dus waarschijnlijk op eerder trage, niet te sterk bewapende prooien, zoals de Astrapotheriidae. Zelfs dan joeg het dier waarschijnlijk vanuit een hinderlaag. Patagonië had toen namelijk een vochtiger klimaat, waardoor er meer bossen waren die beschutting konden bieden.

## Taxonomie
Traditioneel werd Brontornis gezien als een lid van de Phorusrhacidae (schrikvogels). Binnen deze groep werd Brontornis in de onderfamilie Brontornithinae geplaatst, samen met Physornis en Paraphysornis.
Federico Agnolin stelde in 2007 echter een andere visie voor. Op basis van het feit dat de binnenste condylus (de 'bol' aan het uiteinde van een bot) naar het lichaam toe verbogen is op een manier die typisch is voor de eendvogels, plaatste hij het geslacht in deze groep. Daarbinnen plaatste hij het in een nieuwe familie: de Brontornithidae. De andere leden van de Brontornithinae, Physornis en Paraphysornis, bleven echter in de Phorusrhacidae. Voor hen werd een nieuwe onderfamilie gecreëerd: de Physornithinae.
Fylogentische stamboom van Brontornis volgens Angolin (2007)
|  | Dromornithidae                                                                             |
|  |                                                                                            |
|  | \| \| Eksterganzen (Anseranatidae) \| \| \| \| \| \| Hoenderkoeten (Anhimidae) \| \| \| \| |
|  |                                                                                            |
|  | Eksterganzen (Anseranatidae)                                                               |
|  |                                                                                            |
|  | Hoenderkoeten (Anhimidae)                                                                  |
|  |                                                                                            |

|  | Eksterganzen (Anseranatidae) |
|  |                              |
|  | Hoenderkoeten (Anhimidae)    |
|  |                              |

|  | Dromornithidae                                                                             |
|  |                                                                                            |
|  | \| \| Eksterganzen (Anseranatidae) \| \| \| \| \| \| Hoenderkoeten (Anhimidae) \| \| \| \| |
|  |                                                                                            |
|  | Eksterganzen (Anseranatidae)                                                               |
|  |                                                                                            |
|  | Hoenderkoeten (Anhimidae)                                                                  |
|  |                                                                                            |

|  | Eksterganzen (Anseranatidae) |
|  |                              |
|  | Hoenderkoeten (Anhimidae)    |
|  |                              |

|  | Dromornithidae                                                                             |
|  |                                                                                            |
|  | \| \| Eksterganzen (Anseranatidae) \| \| \| \| \| \| Hoenderkoeten (Anhimidae) \| \| \| \| |
|  |                                                                                            |
|  | Eksterganzen (Anseranatidae)                                                               |
|  |                                                                                            |
|  | Hoenderkoeten (Anhimidae)                                                                  |
|  |                                                                                            |

|  | Eksterganzen (Anseranatidae) |
|  |                              |
|  | Hoenderkoeten (Anhimidae)    |
|  |                              |

|  | Dromornithidae                                                                             |
|  |                                                                                            |
|  | \| \| Eksterganzen (Anseranatidae) \| \| \| \| \| \| Hoenderkoeten (Anhimidae) \| \| \| \| |
|  |                                                                                            |
|  | Eksterganzen (Anseranatidae)                                                               |
|  |                                                                                            |
|  | Hoenderkoeten (Anhimidae)                                                                  |
|  |                                                                                            |

|  | Eksterganzen (Anseranatidae) |
|  |                              |
|  | Hoenderkoeten (Anhimidae)    |
|  |                              |

|  | Dromornithidae                                                                             |
|  |                                                                                            |
|  | \| \| Eksterganzen (Anseranatidae) \| \| \| \| \| \| Hoenderkoeten (Anhimidae) \| \| \| \| |
|  |                                                                                            |
|  | Eksterganzen (Anseranatidae)                                                               |
|  |                                                                                            |
|  | Hoenderkoeten (Anhimidae)                                                                  |
|  |                                                                                            |

|  | Eksterganzen (Anseranatidae) |
|  |                              |
|  | Hoenderkoeten (Anhimidae)    |
|  |                              |

|  | Dromornithidae                                                                             |
|  |                                                                                            |
|  | \| \| Eksterganzen (Anseranatidae) \| \| \| \| \| \| Hoenderkoeten (Anhimidae) \| \| \| \| |
|  |                                                                                            |
|  | Eksterganzen (Anseranatidae)                                                               |
|  |                                                                                            |
|  | Hoenderkoeten (Anhimidae)                                                                  |
|  |                                                                                            |

|  | Eksterganzen (Anseranatidae) |
|  |                              |
|  | Hoenderkoeten (Anhimidae)    |
|  |                              |

|  | Dromornithidae                                                                             |
|  |                                                                                            |
|  | \| \| Eksterganzen (Anseranatidae) \| \| \| \| \| \| Hoenderkoeten (Anhimidae) \| \| \| \| |
|  |                                                                                            |
|  | Eksterganzen (Anseranatidae)                                                               |
|  |                                                                                            |
|  | Hoenderkoeten (Anhimidae)                                                                  |
|  |                                                                                            |

|  | Eksterganzen (Anseranatidae) |
|  |                              |
|  | Hoenderkoeten (Anhimidae)    |
|  |                              |

|  | Dromornithidae                                                                             |
|  |                                                                                            |
|  | \| \| Eksterganzen (Anseranatidae) \| \| \| \| \| \| Hoenderkoeten (Anhimidae) \| \| \| \| |
|  |                                                                                            |
|  | Eksterganzen (Anseranatidae)                                                               |
|  |                                                                                            |
|  | Hoenderkoeten (Anhimidae)                                                                  |
|  |                                                                                            |

|  | Eksterganzen (Anseranatidae) |
|  |                              |
|  | Hoenderkoeten (Anhimidae)    |
|  |                              |

Een gelijkaardige stelling was al in de eerstbeschrijving gefavoriseerd en werd met instemming ontvangen door de vakwereld. Een fylogenetische analyse door Herculano Marcos Ferraz de Alvarenga, Luis Maria Chiappe en Sara Bertelli bewees echter dat het geslacht toch binnen de Phorusrhacidae te plaatsen is. Ze vond echter geen duidelijk fylogenetisch verschil tussen de Brontornithinae, Patagornithinae en Phorusrhacinae.
(Versimpelde) fylogenetische stamboom van Brontornis volgens Alvarenga, Chiappe & Bertelli (2012)
|  | Mesembriornis milneedwardsi |
|  |                             |
|  | Mesembriornis incertus      |
|  |                             |

|  | Psilopterinae |
|  | |
|  | \| \| Patagronis marshi \| \| \| \| \| \| Phorusrhacos longissimus \| \| \| \| \| \| Brontornis burmeisteri \| \| \| \| |
|  | |
|  | Patagronis marshi |
|  | |
|  | Phorusrhacos longissimus                                                                                                |
|  | |
|  | Brontornis burmeisteri                                                                                                  |
|  | |

|  | Patagronis marshi        |
|  |                          |
|  | Phorusrhacos longissimus |
|  |                          |
|  | Brontornis burmeisteri   |
|  |                          |

|  | Psilopterinae |
|  | |
|  | \| \| Patagronis marshi \| \| \| \| \| \| Phorusrhacos longissimus \| \| \| \| \| \| Brontornis burmeisteri \| \| \| \| |
|  | |
|  | Patagronis marshi |
|  | |
|  | Phorusrhacos longissimus                                                                                                |
|  | |
|  | Brontornis burmeisteri                                                                                                  |
|  | |

|  | Patagronis marshi        |
|  |                          |
|  | Phorusrhacos longissimus |
|  |                          |
|  | Brontornis burmeisteri   |
|  |                          |

|  | Mesembriornis milneedwardsi |
|  |                             |
|  | Mesembriornis incertus      |
|  |                             |

|  | Psilopterinae |
|  | |
|  | \| \| Patagronis marshi \| \| \| \| \| \| Phorusrhacos longissimus \| \| \| \| \| \| Brontornis burmeisteri \| \| \| \| |
|  | |
|  | Patagronis marshi |
|  | |
|  | Phorusrhacos longissimus                                                                                                |
|  | |
|  | Brontornis burmeisteri                                                                                                  |
|  | |

|  | Patagronis marshi        |
|  |                          |
|  | Phorusrhacos longissimus |
|  |                          |
|  | Brontornis burmeisteri   |
|  |                          |

|  | Psilopterinae |
|  | |
|  | \| \| Patagronis marshi \| \| \| \| \| \| Phorusrhacos longissimus \| \| \| \| \| \| Brontornis burmeisteri \| \| \| \| |
|  | |
|  | Patagronis marshi |
|  | |
|  | Phorusrhacos longissimus                                                                                                |
|  | |
|  | Brontornis burmeisteri                                                                                                  |
|  | |

|  | Patagronis marshi        |
|  |                          |
|  | Phorusrhacos longissimus |
|  |                          |
|  | Brontornis burmeisteri   |
|  |                          |